# Zlata Filipović
Zlata Filipović (* 3. Dezember 1980) ist eine bosnische Schriftstellerin. Bekannt wurde sie durch ihr Tagebuch, Le journal de Zlata, das sie in den Jahren 1991–1993 während der Belagerung von Sarajevo verfasste und das in mehreren Ländern ein Bestseller wurde.
In ihrem Tagebuch namens „Mimmy“ beschreibt die 11- bis 13-jährige Zlata, wie sie die Schrecken des Bosnienkrieges in Sarajevo erlebt. Die Aufzeichnungen beginnen kurz vor ihrem elften Geburtstag und enden mit der Flucht der Familie nach Paris im Jahre 1993. Es wird deutlich, wie der Krieg das alltägliche Leben in der Stadt immer stärker beeinflusst. Im Eintrag vom 5. August 1992 heißt es sinngemäß: „Wenn Krieg ist, schaffst du es nicht, mit Leuten in Kontakt zu bleiben, außer mit deinen Nachbarn. Die unmittelbare Nachbarschaft ist jetzt unser Leben. Alles passiert innerhalb dieses Kreises, nur das kennst du. Alles andere ist weit entfernt.“ Den Tag, an dem der Krieg begann, bezeichnet Zlata als „den Tag, an dem die Zeit stillstand“. Sie und ihre Eltern hatten nur wenig Nahrung, Wasser und Elektrizität und lebten in Armut und Angst. 
Dieses Tagebuch schildert wie das Tagebuch der Anne Frank den Horror des Krieges aus der Sicht einer Jugendlichen, was einige Nachrichtenagenturen und Medien dazu veranlasste, Zlata Filipović als die „Anne Frank von Sarajevo“ zu bezeichnen. 
Ihre Familie floh zunächst nach Paris. Später studierte Filipović an der University of Oxford und schloss mit einem BA in Humanwissenschaften ab. Heute lebt sie in Dublin.
Filipović schrieb 1999 das Vorwort zu The Freedom Writers Diary und übersetzte 2004 Vidosav Stevanovics Buch Milosevic: The People's Tyrant ins Englische. Sie ist außerdem Mitherausgeberin einer Sammlung von Augenzeugenberichten aus Kriegszeiten, die zwischen 1914 und 2004 von Teenagern verfasst worden sind, mit dem Titel Stolen Voices: Young People's War Diaries from World War I to Iraq (2006).